# Campeonato Mineiro de Futebol de 2017 - Módulo I
O Campeonato Mineiro de Futebol de 2017 - Módulo I, oficialmente denominado como Campeonato Mineiro Sicoob 2017, foi a 103ª edição do campeonato estadual de Minas Gerais equivalente à elite. O torneio contará com a participação de 12 equipes e está sendo realizado entre os dias 28 de janeiro e 7 de maio. E teve como campeão o Atlético Mineiro, que até hoje se sagra como maior vencedor do campeonato. O Cruzeiro foi o vice-campeão da competição estadual na temporada .

## Regulamento

### Primeira fase
O Módulo I será disputado por doze clubes em turno único. Todos os times jogarão entre si uma única vez. Ao fim das onze rodadas, os quatro primeiros colocados avançam para a fase final, enquanto os dois últimos serão rebaixados para o Módulo II de 2018.
O campeonato também indicará os representantes do estado de Minas Gerais para o Campeonato Brasileiro da Série D de 2017. Os três melhores times que não estejam disputando a Série A, a Série B ou a Série C ganharão as vagas, ou seja, seis equipes estarão disputando as três vagas no brasileiro da quarta divisão. Os três primeiros colocados na classificação geral disputarão a Copa do Brasil de 2018.

#### Critérios de desempate
Caso haja empate de pontos entre dois clubes, os critérios de desempates serão aplicados na seguinte ordem:
1. Número de vitórias
2. Saldo de gols
3. Gols marcados
4. Confronto direto
5. Número de cartões vermelhos
6. Número de cartões amarelos
7. Sorteio público na sede da FMF

### Fase final
Será disputada uma fase eliminatória (conhecida como "mata-mata", com semifinais e final), com confrontos em ida e volta. O time de melhor campanha decide se terá o mando de campo no primeiro ou segundo jogo. O chaveamento é dado da seguinte forma: 1° melhor colocado x 4° melhor colocado e 2° melhor colocado x 3° melhor colocado.

#### Critérios de desempate
1. Saldo de gols
2. Desempenho na primeira fase

## Participantes
| Equipe                             | Cidade               | Em 2016 | Estádio             | Capacidade | Títulos             |
| ---------------------------------- | -------------------- | ------- | ------------------- | ---------- | ------------------- |
| América Futebol Clube              | Belo Horizonte       | 1º      | Independência       | 23.018     | 16 (último em 2016) |
| América Futebol Clube              | Teófilo Otoni        | 2º (II) | Nassri Mattar       | 5.000      | 0                   |
| Clube Atlético Mineiro             | Belo Horizonte       | 2º      | Independência       | 23.018     | 43 (último em 2015) |
| Associação Atlética Caldense       | Poços de Caldas      | 5º      | Ronaldão            | 7.600      | 1 (2002)            |
| Cruzeiro Esporte Clube             | Belo Horizonte       | 3º      | Mineirão            | 61.846     | 38 (último em 2014) |
| Esporte Clube Democrata            | Governador Valadares | 1º (II) | José Mammoud Abbas  | 8.674      | 0                   |
| Tombense Futebol Clube             | Tombos               | 8º      | Almeidão            | 3.050      | 0                   |
| Clube Atlético Tricordiano         | Três Corações        | 7°      | Estádio Elias Arbex | 5.000      | 0                   |
| Tupi Football Club                 | Juiz de Fora         | 9º      | Mario Helênio       | 31.863     | 0                   |
| Uberlândia Esporte Clube           | Uberlândia           | 10º     | Parque do Sabiá     | 53.350     | 0                   |
| União Recreativa dos Trabalhadores | Patos de Minas       | 4º      | Zama Maciel         | 4.858      | 0                   |
| Villa Nova Atlético Clube          | Nova Lima            | 6º      | Castor Cifuentes    | 5.160      | 5 (último em 1951)  |

## Estádios
| América Mineiro              | América de Teófilo Otoni | Atlético Mineiro | Caldense            |
| ---------------------------- | --- | --- | ------------------- |
| Independência                | Nassri Mattar | Independência | Ronaldão            |
| Capacidade: 23 018           | Capacidade: 5 000 | Capacidade: 23 018 | Capacidade: 7 600   |
|                              | | |                     |
| Cruzeiro                     | América de Teófilo Otoni Caldense Democrata GV Belo Horizonte Tombense Tupi Tricordiano Villa Nova Uberlândia URT Equipes de Belo Horizonte: América Atlético Mineiro CruzeiroLocalização dos times no estado. | América de Teófilo Otoni Caldense Democrata GV Belo Horizonte Tombense Tupi Tricordiano Villa Nova Uberlândia URT Equipes de Belo Horizonte: América Atlético Mineiro CruzeiroLocalização dos times no estado. | Democrata GV        |
| Estádio Mineirão             | América de Teófilo Otoni Caldense Democrata GV Belo Horizonte Tombense Tupi Tricordiano Villa Nova Uberlândia URT Equipes de Belo Horizonte: América Atlético Mineiro CruzeiroLocalização dos times no estado. | América de Teófilo Otoni Caldense Democrata GV Belo Horizonte Tombense Tupi Tricordiano Villa Nova Uberlândia URT Equipes de Belo Horizonte: América Atlético Mineiro CruzeiroLocalização dos times no estado. | Mamudão             |
| Capacidade: 61 846           | América de Teófilo Otoni Caldense Democrata GV Belo Horizonte Tombense Tupi Tricordiano Villa Nova Uberlândia URT Equipes de Belo Horizonte: América Atlético Mineiro CruzeiroLocalização dos times no estado. | América de Teófilo Otoni Caldense Democrata GV Belo Horizonte Tombense Tupi Tricordiano Villa Nova Uberlândia URT Equipes de Belo Horizonte: América Atlético Mineiro CruzeiroLocalização dos times no estado. | Capacidade: 8 674   |
|                              | América de Teófilo Otoni Caldense Democrata GV Belo Horizonte Tombense Tupi Tricordiano Villa Nova Uberlândia URT Equipes de Belo Horizonte: América Atlético Mineiro CruzeiroLocalização dos times no estado. | América de Teófilo Otoni Caldense Democrata GV Belo Horizonte Tombense Tupi Tricordiano Villa Nova Uberlândia URT Equipes de Belo Horizonte: América Atlético Mineiro CruzeiroLocalização dos times no estado. |                     |
| Tombense                     | América de Teófilo Otoni Caldense Democrata GV Belo Horizonte Tombense Tupi Tricordiano Villa Nova Uberlândia URT Equipes de Belo Horizonte: América Atlético Mineiro CruzeiroLocalização dos times no estado. | América de Teófilo Otoni Caldense Democrata GV Belo Horizonte Tombense Tupi Tricordiano Villa Nova Uberlândia URT Equipes de Belo Horizonte: América Atlético Mineiro CruzeiroLocalização dos times no estado. | Tricordiano         |
| Antônio Guimarães de Almeida | América de Teófilo Otoni Caldense Democrata GV Belo Horizonte Tombense Tupi Tricordiano Villa Nova Uberlândia URT Equipes de Belo Horizonte: América Atlético Mineiro CruzeiroLocalização dos times no estado. | América de Teófilo Otoni Caldense Democrata GV Belo Horizonte Tombense Tupi Tricordiano Villa Nova Uberlândia URT Equipes de Belo Horizonte: América Atlético Mineiro CruzeiroLocalização dos times no estado. | Estádio Elias Arbex |
| Capacidade: 3 050            | América de Teófilo Otoni Caldense Democrata GV Belo Horizonte Tombense Tupi Tricordiano Villa Nova Uberlândia URT Equipes de Belo Horizonte: América Atlético Mineiro CruzeiroLocalização dos times no estado. | América de Teófilo Otoni Caldense Democrata GV Belo Horizonte Tombense Tupi Tricordiano Villa Nova Uberlândia URT Equipes de Belo Horizonte: América Atlético Mineiro CruzeiroLocalização dos times no estado. | Capacidade: 5 000   |
|                              | América de Teófilo Otoni Caldense Democrata GV Belo Horizonte Tombense Tupi Tricordiano Villa Nova Uberlândia URT Equipes de Belo Horizonte: América Atlético Mineiro CruzeiroLocalização dos times no estado. | América de Teófilo Otoni Caldense Democrata GV Belo Horizonte Tombense Tupi Tricordiano Villa Nova Uberlândia URT Equipes de Belo Horizonte: América Atlético Mineiro CruzeiroLocalização dos times no estado. |                     |
| Tupi                         | Uberlândia | URT | Villa Nova          |
| Mario Helênio                | Parque do Sabiá | Zama Maciel | Castor Cifuentes    |
| Capacidade: 31 863           | Capacidade: 53 350 | Capacidade: 4 858 | Capacidade: 5 160   |
|                              | | |                     |

## Primeira fase
| Pos | Equipes                  | Pts | J  | V | E | D | GP | GC | SG  | %    | DF      | Classificação ou rebaixamento       |
| --- | ------------------------ | --- | -- | - | - | - | -- | -- | --- | ---- | ------- | ----------------------------------- |
| 1   | Atlético Mineiro         | 27  | 11 | 9 | 0 | 2 | 26 | 9  | +17 | 82   | Estável | Classificados à fase final          |
| 2   | Cruzeiro                 | 27  | 11 | 8 | 3 | 0 | 20 | 8  | +12 | 82   | Estável | Classificados à fase final          |
| 3   | América Mineiro          | 19  | 11 | 5 | 4 | 2 | 15 | 9  | +6  | 57   | Estável | Classificados à fase final          |
| 4   | URT                      | 19  | 11 | 5 | 4 | 2 | 14 | 11 | +3  | 57   | Estável | Classificados à fase final          |
| 5   | Caldense                 | 17  | 11 | 5 | 2 | 4 | 13 | 14 | –1  | 51   | Estável |                                     |
| 6   | Uberlândia               | 14  | 11 | 4 | 2 | 5 | 12 | 12 | 0   | 42   | 1       |                                     |
| 7   | Tombense                 | 14  | 11 | 4 | 2 | 5 | 9  | 12 | –3  | 42   | 1       |                                     |
| 8   | Tupi                     | 13  | 11 | 3 | 4 | 4 | 8  | 14 | –6  | 39   | Estável |                                     |
| 9   | Villa Nova               | 11  | 11 | 3 | 2 | 6 | 12 | 12 | 0   | 33   | Estável |                                     |
| 10  | Democrata GV             | 10  | 11 | 3 | 1 | 7 | 8  | 17 | –9  | 30.3 | Estável |                                     |
| 11  | América de Teófilo Otoni | 6   | 11 | 1 | 3 | 7 | 6  | 15 | –9  | 18.2 | 1       | Rebaixados para o Módulo II de 2018 |
| 12  | Tricordiano              | 5   | 11 | 0 | 5 | 6 | 5  | 15 | –10 | 15.2 | 1       | Rebaixados para o Módulo II de 2018 |

## Confrontos
|               | AMG | ATO | CAM | CAL | CRU | DGV | TOM | TRI | TUP | UEC | URT | VIL |
| ------------- | --- | --- | --- | --- | --- | --- | --- | --- | --- | --- | --- | --- |
| América-MG    | —   |     |     |     | 0–1 |     | 2–0 | 3–0 |     | 1–0 | 0–0 | 1–1 |
| América TO    | 0–2 | —   |     | 1–1 | 0–1 |     |     | 4–1 | 0–0 |     |     |     |
| Atlético-MG   | 4–1 | 1–0 | —   |     |     |     |     |     | 4–0 | 3–0 | 2–0 | 2–1 |
| Caldense      | 2–2 |     | 2–1 | —   |     | 1–3 |     |     | 2–1 |     |     | 1–0 |
| Cruzeiro      |     |     | 2–1 | 2–1 | —   | 2–0 | 1–1 | 2–1 |     |     |     |     |
| Democrata GV  | 0–2 | 1–0 | 2–3 |     |     | —   |     | 0–0 |     |     |     | 1–0 |
| Tombense      |     | 2–0 | 0–3 | 1–2 |     | 2–0 | —   | 0–0 |     |     | 1–2 |     |
| Tricordiano   |     |     | 1–2 | 0–1 |     |     |     | —   | 0–0 | 0–1 | 1–1 |     |
| Tupi          | 1–1 |     |     |     | 0–4 | 1–0 | 0–1 |     | —   |     | 2–0 |     |
| Uberlândia    |     | 3–0 |     | 2–0 | 2–2 | 2–0 | 0–1 |     | 1–1 | —   |     |     |
| URT           |     | 1–1 |     | 1–0 | 1–1 | 4–1 |     |     |     | 2–1 | —   | 2–1 |
| Villa Nova-MG |     | 2–0 |     |     | 1–2 |     | 2–0 | 1–1 | 1–2 | 2–0 |     | —   |

| Vitória do mandante; Vitória do visitante; Empate. | Em vermelho os jogos da próxima rodada; Em negrito os jogos "clássicos". |

## Fase final
Em itálico, as equipes que jogarão pelo empate no resultado agregado, por ter melhor campanha na fase de grupos.
|  | Semifinais       | Semifinais       | Semifinais | Semifinais |   |          | Final | Final | Final | Final |
|  |                  |                  |            |            |   |          |       |       |       |       |
|  | América Mineiro  | 1                | 0          | 1          |   |          |       |       |       |       |
|  | Cruzeiro         | 1                | 2          | 3          |   |          |       |       |       |       |
|  | Cruzeiro         | 1                | 2          | 3          |   | Cruzeiro | 0     | 1     | 1     |       |
|  |                  |                  |            |            |   | Cruzeiro | 0     | 1     | 1     |       |
|  |                  | Atlético Mineiro | 0          | 2          | 2 |          |       |       |       |       |
|  | URT              | Atlético Mineiro | 0          | 2          | 2 | 1        | 0     | 1     |       |       |
|  | URT              |                  |            |            |   | 1        | 0     | 1     |       |       |
|  | Atlético Mineiro | 1                | 3          | 4          |   |          |       |       |       |       |

## Premiação
| Campeonato Mineiro de 2017             |
| Belo Horizonte                         |
| -------------------------------------- |
| Atlético Mineiro Campeão (44.º título) |

| Campeonato Mineiro do Interior de 2017 |
| Patos de Minas                         |
| -------------------------------------- |
| URT Campeão (2.º título)               |

## Classificação Geral
| Pos | Equipes                  | Pts | J  | V  | E | D | GP | GC | SG  | %    | Classificação ou rebaixamento            |
| --- | ------------------------ | --- | -- | -- | - | - | -- | -- | --- | ---- | ---------------------------------------- |
| 1   | Atlético Mineiro         | 35  | 15 | 11 | 2 | 2 | 32 | 11 | 21  | ?    | Classificado para a Copa do Brasil 2017  |
| 2   | Cruzeiro                 | 32  | 15 | 9  | 5 | 1 | 24 | 11 | 13  | ?    |                                          |
| 3   | América Mineiro          | 20  | 13 | 5  | 5 | 3 | 16 | 12 | 4   | ?    |                                          |
| 4   | URT                      | 20  | 13 | 5  | 5 | 3 | 15 | 15 | 0   | ?    | Classificados para a Copa do Brasil 2017 |
| 5   | Caldense                 | 17  | 11 | 5  | 2 | 4 | 13 | 14 | -1  | 51   | Classificados para a Copa do Brasil 2017 |
| 6   | Uberlândia               | 14  | 11 | 4  | 2 | 5 | 12 | 12 | 0   | 42   | Classificados para a Copa do Brasil 2017 |
| 7   | Tombense                 | 14  | 11 | 4  | 2 | 5 | 9  | 12 | -3  | 42   |                                          |
| 8   | Tupi                     | 13  | 11 | 3  | 4 | 4 | 8  | 14 | -6  | 39   |                                          |
| 9   | Villa Nova               | 11  | 11 | 3  | 2 | 6 | 12 | 12 | 0   | 33   |                                          |
| 10  | Democrata GV             | 10  | 11 | 3  | 1 | 7 | 8  | 17 | -9  | 30.3 |                                          |
| 11  | América de Teófilo Otoni | 6   | 11 | 1  | 3 | 7 | 6  | 15 | -9  | 18.2 | Rebaixados para Módulo II 2018           |
| 12  | Tricordiano              | 5   | 11 | 0  | 5 | 6 | 22 | 49 | -27 | 15.2 | Rebaixados para Módulo II 2018           |

## Público

### Maiores públicos
Esses são os dez maiores públicos do Campeonato:
- PP. ^ Considera-se apenas o público pagante

### Menores públicos
Esses são os dez menores públicos do Campeonato:
- PP. ^ Considera-se apenas o público pagante

## Artilharia
| Gols | Jogador             | Time                     |
| ---- | ------------------- | ------------------------ |
| 10   | Fred                | Atlético Mineiro         |
| 6    | Luiz Eduardo        | Caldense                 |
| 6    | Ramón Ábila         | Cruzeiro                 |
| 5    | Roni                | Villa Nova               |
| 5    | Rafael Moura        | Atlético Mineiro         |
| 4    | Rafael Sobis        | Cruzeiro                 |
| 4    | Flávio Caça-Rato    | Tupi                     |
| 4    | De Arrascaeta       | Cruzeiro                 |
| 3    | Marques             | URT                      |
| 3    | Otero               | Atlético Mineiro         |
| 3    | Gérson Magrão       | América Mineiro          |
| 3    | Diogo Peixoto       | Uberlândia               |
| 3    | Vitinho             | América de Teófilo Otoni |
| 3    | Hugo Almeida        | América Mineiro          |
| 3    | Danilo              | Atlético Mineiro         |
| 3    | Allan Dias          | URT                      |
| 3    | Elias               | Atlético Mineiro         |
| 3    | Robinho             | Atlético Mineiro         |
| 2    | Felipe Augusto      | Villa Nova               |
| 2    | Robinho             | Cruzeiro                 |
| 2    | Thiago Neves        | Cruzeiro                 |
| 2    | Messias             | América Mineiro          |
| 2    | Leozinho            | Villa Nova               |
| 2    | Mike                | América Mineiro          |
| 2    | Matheus Pato        | Tupi                     |
| 2    | Rafael Lima         | América Mineiro          |
| 2    | Edmar               | URT                      |
| 2    | Henrique            | Cruzeiro                 |
| 2    | Wellington Rato     | Caldense                 |
| 2    | Carlinhos           | URT                      |
| 2    | Cascata             | URT                      |
| 1    | Dedé                | Cruzeiro                 |
| 1    | Cristiano           | Caldense                 |
| 1    | Léo                 | Cruzeiro                 |
| 1    | Bruno Ré            | Villa Nova               |
| 1    | Fábio Alves         | URT                      |
| 1    | Wellington Carvalho | Tombense                 |
| 1    | Somália             | América de Teófilo Otoni |
| 1    | Luan                | Atlético Mineiro         |
| 1    | Jefferson Feijão    | Caldense                 |
| 1    | Marco Goiano        | Uberlândia               |
| 1    | Christian Savio     | América Mineiro          |
| 1    | Lula                | Villa Nova               |
| 1    | Denis Willian       | Tricordiano              |
| 1    | João Paulo          | Tombense                 |
| 1    | Ewerton Maradona    | Caldense                 |
| 1    | Jonathan            | Tombense                 |
| 1    | Gabriel Ceará       | URT                      |
| 1    | Gabriel             | Atlético Mineiro         |
| 1    | Tauã                | Tombense                 |